# Abrera
Abrera är en kommun i Spanien. Den ligger i provinsen Província de Barcelona och regionen Katalonien, i den östra delen av landet, 500 km öster om huvudstaden Madrid. Antalet invånare är 11 870. Arean är 20,0 kvadratkilometer. Abrera gränsar till Castellbisbal, Esparreguera, Els Hostalets de Pierola, Martorell, Olesa de Montserrat, Sant Esteve Sesrovires, Ullastrell och Viladecavalls.
Terrängen i Abrera är platt åt sydväst, men åt nordost är den kuperad.